# Adaúfe
Adaúfe ist eine Gemeinde im Norden Portugals.

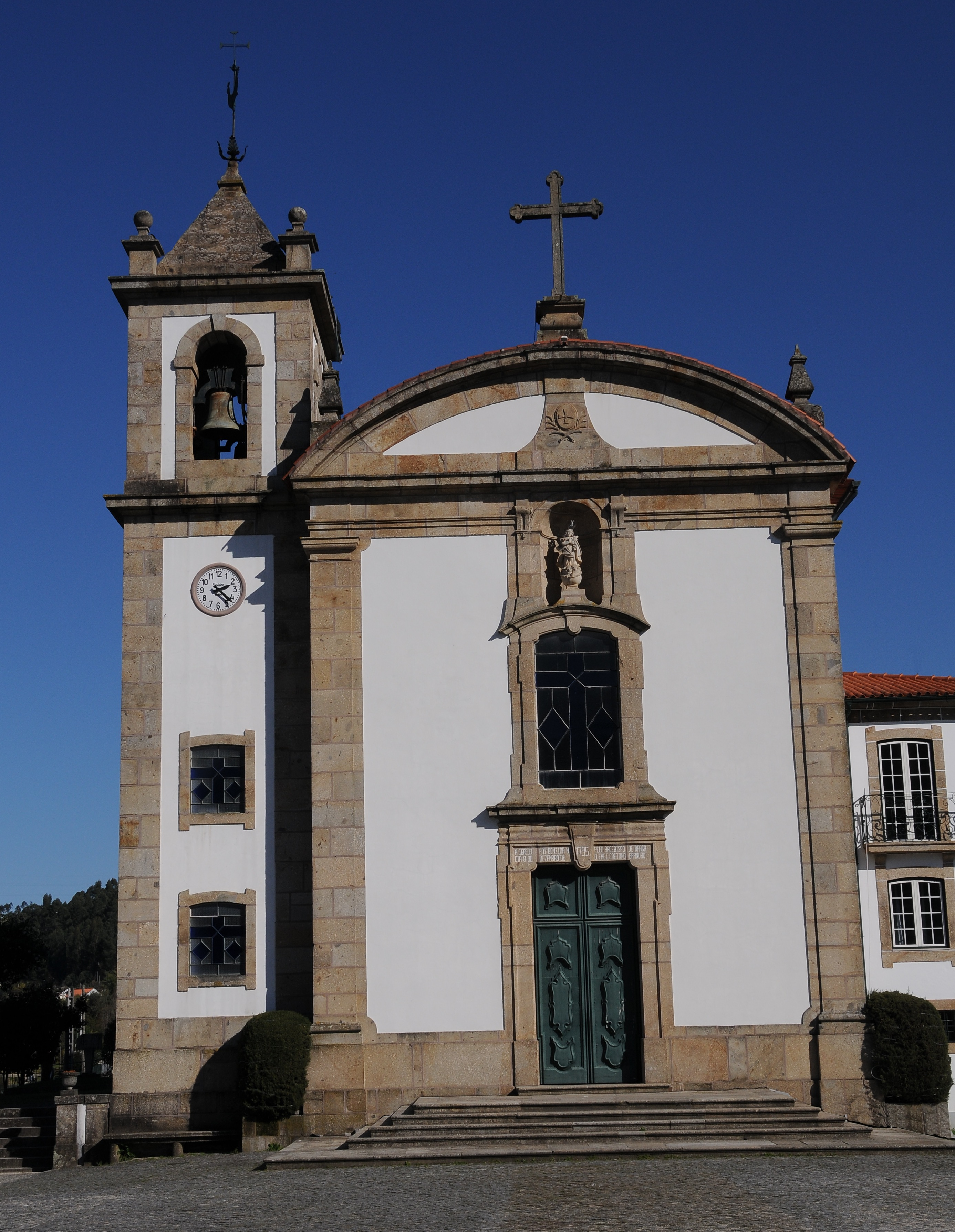
Kirche von Adaúfe

Adaúfe gehört zum Kreis Braga im gleichnamigen Distrikt Braga, besitzt eine Fläche von 10,8 km² und hat 3587 Einwohner (Stand 19. April 2021).